# Évasions secrètes

Evasions Secrètes est une société de voyages britannique vendant des séjours et des voyages dans des hôtels de luxe à prix réduit via son site Web et son application mobile. Secret Escapes opère en Belgique, au Danemark, en France, en Allemagne, en Italie, aux Pays - Bas, en Norvège, en Espagne, en Suède, en Suisse, au Royaume-Uni et aux États-Unis .

## Historique
Secret Escapes a été lancé en Novembre 2010 par Tom Valentine et Alex Saint  En 2014, la société a acquis l'application allemande de réservation d'hôtel Justbook pour concurrencer d'autres applications mobiles d'hôtels de dernière minute. 
En juillet 2015, la société a obtenu un financement supplémentaire de 60 millions de dollars auprès de l'investisseur existant Octopus Investments ainsi que de Google Ventures,,,. Selon IBT, la société compte plus de 19 millions de membres et a vendu 2 millions de nuitées. 
En 2018, reprend une partie des actifs de TravelBird, faisant l'acquisition de « la propriété intellectuelle, de la plateforme informatique, la marque Travelbird, les logos et la base de données clients ».